# SN 1977A
SN 1977A – supernowa odkryta 27 stycznia 1977 roku w galaktyce NGC 4340. W momencie odkrycia miała maksymalną jasność 16,20m.